# Golfo de Papua

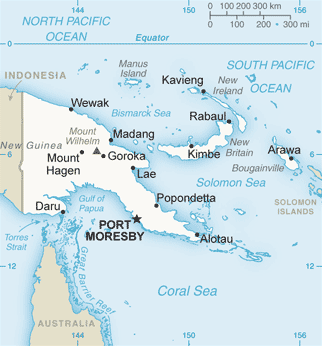
Mapa da Papua-Nova Guiné

O golfo de Papua é um golfo com cerca de 400 km de largura no sul da Nova Guiné. 
Alguns dos maiores rios do país, como o rio Fly, Turama, Kikori e Purari desaguam no golfo, fazendo dele um grande delta.